# Circuitul integrat NE555

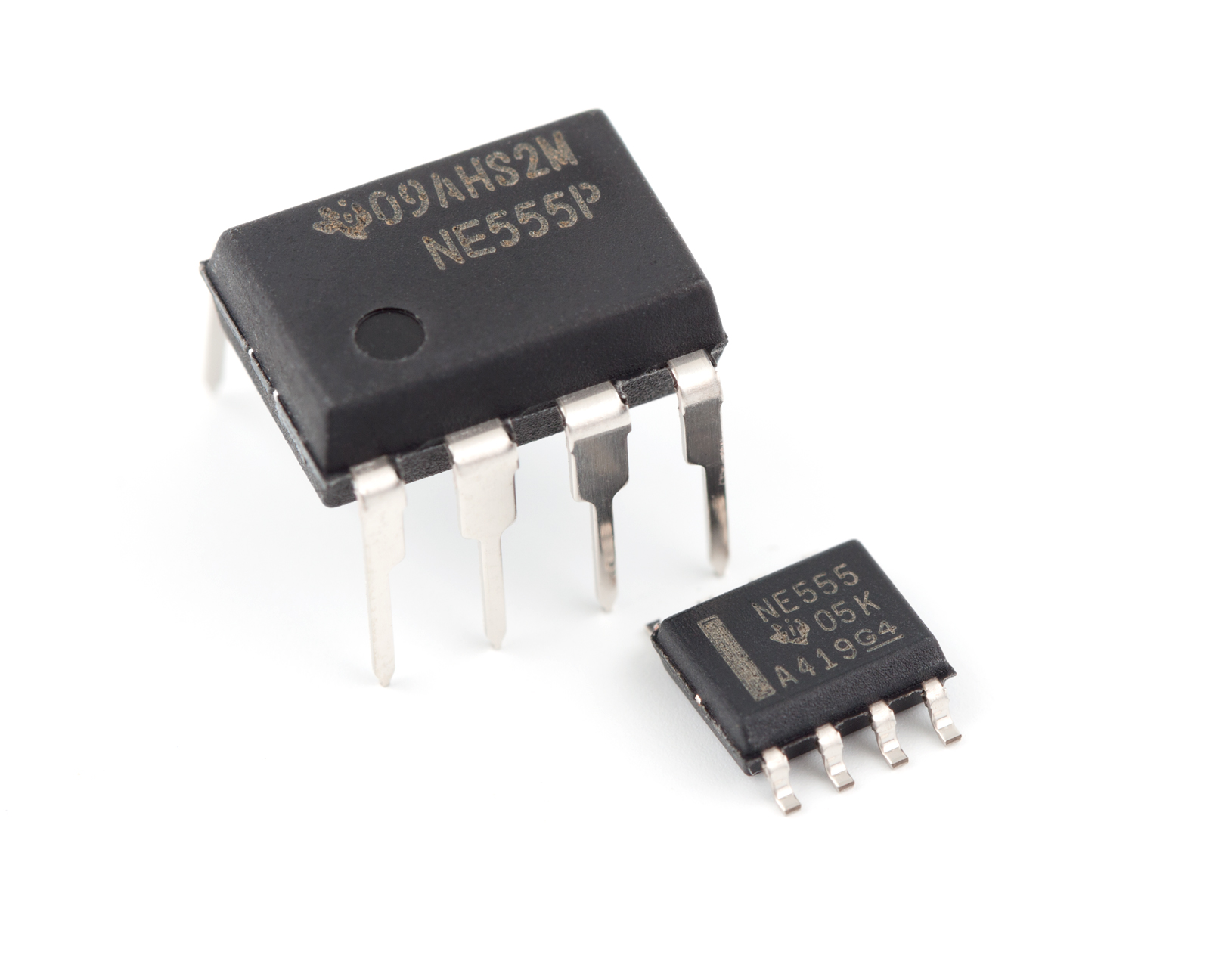
Setul de componente NE555 (DIP și SOIC).

NE555 (denumit implicit Timerul IC 555, precum și MC1455, LM555CN, LMC555, ICM7555 sau TLC555 – varianta CMOS) este un circuit integrat utilizat într-o varietate de aplicații de temporizare, generate de impulsuri și oscilatoare. Modelul 555 poate fi folosit pentru a oferi întârzieri în timp, ca un oscilator, și ca element flip-flop. Introdusă în 1972 de către Signetics, 555 este încă în uz larg, datorită prețului scăzut, ușurinței de utilizare și stabilității. Acum este făcută de multe companii din tehnologia bipolară originală și din tehnologiile CMOS cu putere redusă. Începând cu 2003, s-a estimat că 1 miliard de unități au fost fabricate în fiecare an. NE555 este cel mai popular circuit integrat fabricat vreodată.

## Istorie
Circuitul a fost proiectat în 1971 de Hans R. Camenzind în baza contractului pentru Signetics, achiziționat ulterior de Philips Semiconductors, acum NXP.El a proiectat un amplificator de modulare de puls prin lățime (PWM) pentru aplicații audio.
În 1962, Camenzind s-a alăturat laboratorului de științe fizice din PR Mallory în Burlington, Massachusetts. Deoarece, cu toate acestea, nu a avut succes pe piață, nu a fost inclus un tranzistor de putere. El a devenit interesat de tunere precum un gyrator și o buclă blocată în fază (PLL). El a fost angajat de către Signetics pentru a dezvolta un PLL IC în 1968. Acesta a proiectat un oscilator pentru PLL-uri, astfel încât frecvența să nu depindă de tensiunea sau temperatura de alimentare. Ulterior, Signetics și-a disponibilizat jumătate din angajați din cauza unei recesiuni; dezvoltarea pe PLL a fost astfel înghețată.